# Distretto di Shuangqing
Il distretto di Shuangqing (双清区S, Shuāngqīng QūP) è un distretto della Cina, situato nella provincia di Hunan e amministrato dalla prefettura di Shaoyang.